# Upeneus taeniopterus
Upeneus taeniopterus är en fiskart som beskrevs av Cuvier 1829. Upeneus taeniopterus ingår i släktet Upeneus och familjen mullefiskar. Inga underarter finns listade i Catalogue of Life.